# Serge Lebovici
Serge Lebovici (Parigi, 10 giugno 1915 – Antrenas, 12 agosto 2000) è stato uno psichiatra e psicoanalista francese.
È stato direttore dell'Associazione Psicoanalitica Internazionale.

## Biografia
Serge Lebovici nacque nel 1915 da una famiglia ebrea immigrata in Francia dalla Romania. Durante la seconda guerra mondiale, suo padre fu deportato a Drancy, poi ad Auschwitz, dove morì. Dopo la guerra, Serge Lebovici iniziò una cura psicoanalitica con Sacha Nacht e aderiì al PCF (Partito Comunista Francese). Entrato nella Società Psicoanalitica di Parigi (SPP), che era stata vietata durante l'occupazione nazista, ne divenne direttore nel 1962. Fu Presidente dell'Associazione Psicoanalitica Internazionale (IPA) dal 1973 al 1977. 
Lebovici si interessò alla psicoanalisi dei bambini; scelse di non prendere partito nella controversia teorica che oppone Anna Freud a Melanie Klein. Ha lavorato all'Ospedale Necker per i bambini malati, ma si è occupato anche di pazienti adulti; fra gli altri ha avuto in cura lo scrittore Romain Gary.

## Opere
- Serge Lebovici, Philippe Mazet, Penser apprendre - la cognition chez l'enfant les troubles de l'apprentissage la prise en charge colloque de Bobigny 4-5 juin 1987, ed. Eshel
- Serge Lebovici, Françoise Weil-Halpern, Psychopathologie du bébé, ed. Puf, 1989 (ISBN 2-13-042527-5)
- Serge Lebovici, Anne-Marie Alléon, Odile Morvan, Devenir adulte - 2e colloque national sur la post-adolescence 16-17 janvier 1988 Grenoble, ed. Puf, 1990
- Serge Lebovici, Ben S. Bradley, Anne-Marie Erieau, Elisabeth Doisneau-Guéguen, Des Regards sur l'enfance, ed. Eshel, 1991
- Serge Lebovici, Philippe Mazet, Emotions et affects chez le bébé et ses partenaires, ed. Eshel, 1992
- Serge Lebovici, Emile Noël, En l'homme le bébé - Serge Lebovici à la question par Emile Noël, ed. Eshel , 1992
- Serge Lebovici, Marie-France Castarède, L'Enfance retrouvée - une vie en psychanalyse, ed. Flammarion, 1992
- Serge Lebovici, Emile Noël, En l'homme le bébé, ed. Flammarion, 1994
- M. Gabel, Serge Lebovici, P. Mazet, Traumatisme de l'inceste, ed. Puf, 1995
- Serge Lebovici, M.R. Moro, Psychiatrie humanitaire en ex-Yougoslavie face au traumatisme, ed. Puf, 1995
- Serge Lebovici, Michel Soulé, Léon Kreisler, Michel Fain, L'enfant et son corps - Etudes sur la clinique psychosomatique du premier âge, ed. Puf, 1996, ISBN 2-13-040018-3
- Serge Lebovici, Philippe Mazet, Mort subite du nourrisson - Un deuil impossible?, ed. Puf, 1996
- Martin Gabel, Serge Lebovici, P. Mazet, Maltraitance psychologie, ed. Fleurus, 1997
- Serge Lebovici, Antoine Guedeney, Interventions psychothérapeutiques parents-jeunes enfants, ed. Masson, 1997
- Dominique Cupa, Serge Lebovici, En famille à l'hôpital le nourrisson et son environnement, ed. Pluriels De Psyche, 1997
- Serge Lebovici, P. Mazet, Psychiatrie périnatale, ed. Puf; 1998
- Serge Lebovici, Stéfan De Schill, A la recherche de l'avenir - un défi pour la psychanalyse et la psychothérapie, ed. Puf, 1999
- Serge Lebovici, L'arbre de vie - éléments de la psychopathologie du bébé, ed. Eres, 1999
- Serge Lebovici, Philippe Mazet, Marceline Gabel, Maltraitance - répétition-évaluation, ed. Fleurus
- Rose Gaetner, Serge Lebovici, Bertrand Samuel-Lajeunesse, De l'imitation à la création - Les activités artistiques dans le traitement des psychoses et de l'autisme, ed. Puf, 2000
- Marc Gayda, Serge Lebovici, Les causes de l'autisme et leurs traitements, ed. L'Harmattan, 2000
- Joyce McDougall, Serge Lebovici, Jean Fanchette, Donald Winnicott, Dialogue avec Sammy - Contribution à l'étude de la psychose infantile, ed. Payot, 2001
- Margaret Mahler, Pierre Léonard, Josette Léonard, Serge Lebovici, Psychose infantile - Symbiose humaine et individuation, ed. Payot, 2001
- Kati Varga, Serge Lebovici, L'adolescent violent et sa famille - Psychothérapie des liens de dépendance, ed. Payot, 2002
- Marc Gayda, Serge Lebovici, L'enfant polyhandicapé et son milieu, ed. L'Harmattan, 2002
- Serge Lebovici, Le bébé, le psychanalyste et la métaphore, ed. Odile Jacob, 2002 (ISBN 2-7381-1047-9)
- Serge Lebovici, Michel Soulé, La connaissance de l'enfant par la psychanalyse, ed. Puf, 2003 (ISBN 2-13-053224-1)
- Serge Lebovici, Serge Stoléru, Le nourrisson, sa mère et le psychanalyste - Les interactions précoces, ed. Bayard Culture, 2003 (ISBN 2-227-47187-5)
- Serge Lebovici, René Diatkine, Michel Soulé, Nouveau traité de psychiatrie de l'enfant et de l'adolescent (4 volumi), ed. Puf, 2004 (ISBN 2-13-054557-2)
- Prefazione a La psychanalyse précoce: Le processus analytique chez l'enfant, di René Diatkine e Janine Simon, Ed. PUF-Quadrige, 2005 (ISBN 2-13-055100-9)
- Serge Lebovici e Joyce McDougall, Dialogue avec Sammy, Ed. Payot, 2006 (ISBN 2-228-22280-1)